# Cantó de Mouthe
El cantó de Mouthe és un cantó francès del departament del Doubs, situat al districte de Pontarlier. Té 23 municipis i el cap és Mouthe.

## Municipis
- Bonnevaux
- Brey-et-Maison-du-Bois
- Chapelle-des-Bois
- Châtelblanc
- Chaux-Neuve
- Le Crouzet
- Fourcatier-et-Maison-Neuve
- Gellin
- Jougne
- Labergement-Sainte-Marie
- Longevilles-Mont-d'Or
- Métabief
- Mouthe
- Petite-Chaux
- Les Pontets
- Reculfoz
- Remoray-Boujeons
- Rochejean
- Rondefontaine
- Saint-Antoine
- Sarrageois
- Vaux-et-Chantegrue
- Les Villedieu

## Història
| Data d'elecció                           | Identitat           | Partit           | Qualitat |
| ---------------------------------------- | ------------------- | ---------------- | -------- |
| 1945-1961                                | M. Renaud           | Divers droite    |          |
| 1961-1973                                | René Salin          | MRP, després CD  |          |
| 1973-1979                                | M. Vionnet          | UDR              |          |
| 1979-1998                                | Roland Vuillaume    | RPR              |          |
| 1998-2004                                | Michel Morel        | RPR, després UMP |          |
| 2004-                                    | Jean-Marie Saillard | Divers droite    |          |
| les dades anteriors no són pas conegudes |                     |                  |          |
|                                          |                     |                  |          |